# Scheloribates gunini
Scheloribates gunini är en kvalsterart som beskrevs av Bayartogtokh 2000. Scheloribates gunini ingår i släktet Scheloribates och familjen Scheloribatidae. Inga underarter finns listade i Catalogue of Life.